# آشیانه‌یابی فروسرخ

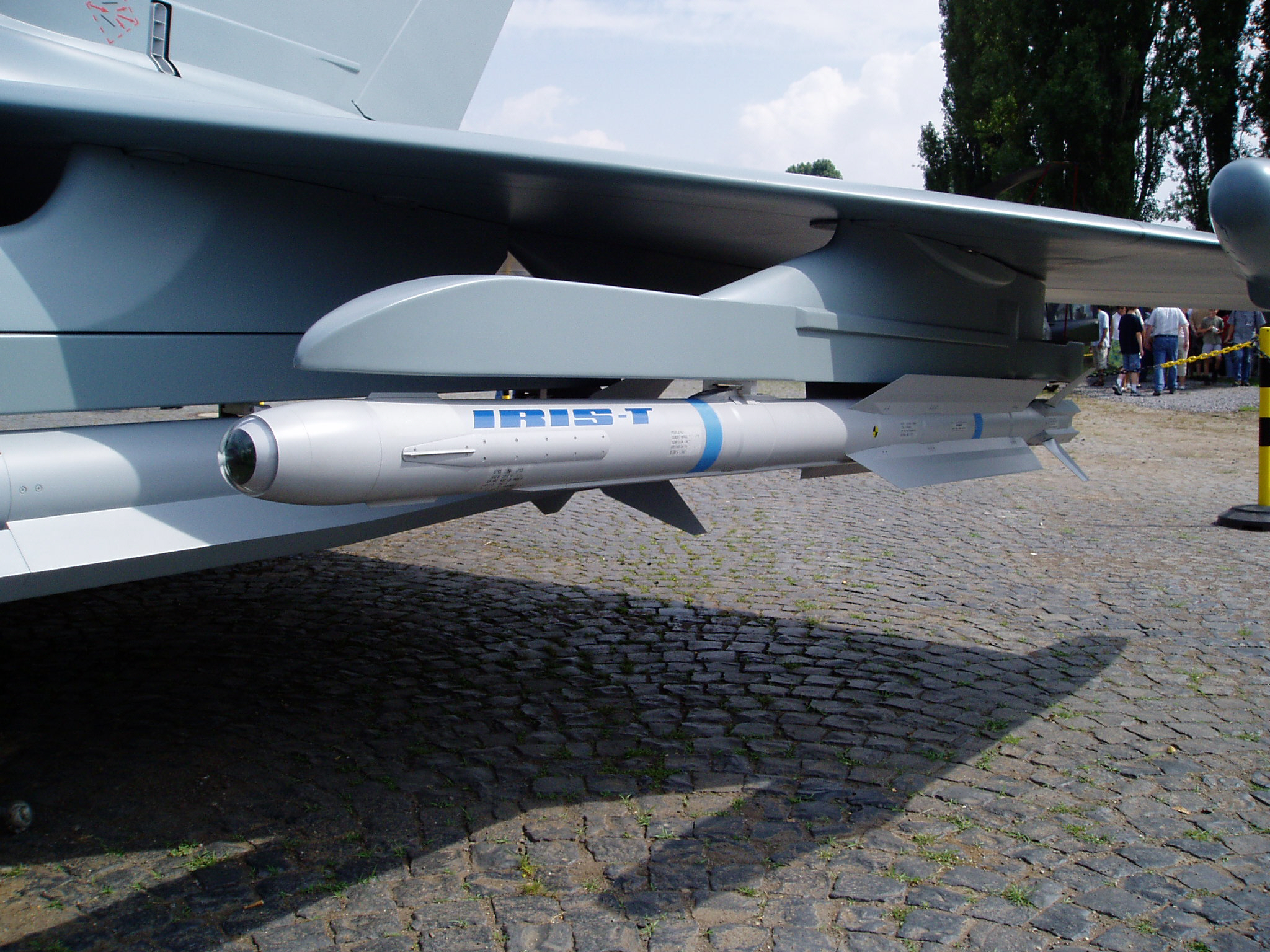
موشک هوا به هوای آشیانه‌یاب فروسرخ

آشیانه‌یابی فروسرخ سامانه انفعالی هدایت موشکی است که از تابش الکترومغناطیسی که در طیف الکترومغناطیسی فروسرخ از هدف منتشر می‌شود، استفاده می‌کند تا آن را تعقیب کند. موشک‌هایی که جستجوگر فروسرخ دارند به موشک «حرارت یاب» نیز معروفند. چون فرکانس اشعه فروسرخ دقیقاً زیر طیف نور مرئی است و از اجسام با دمای بیشتر از صفر مطلق (کلوین) منتشر می‌شود.
جستجوگرهای مادون قرمز سیستم‌های غیرفعالی هستند که برخلاف موشک‌های راداری، هیچ نشانه ای از ردیابی هدف را ارائه نمی‌دهند. این باعث می‌شود که آنها برای حملات مخفیانه در طول برخوردهای بصری یا در محدوده‌های طولانی‌تر زمانی که با سیستم مادون قرمز به جلو یا سیستم نشانه‌ای مشابه استفاده می‌شوند، مناسب باشند. جستجوگرهای مادون قرمز بسیار مؤثر هستند: ۹۰٪ از تمام تلفات جنگی ایالات متحده در طول ۲۵ سال گذشته توسط موشک‌های فروسرخ به سمت خودی بوده‌است. با این حال، آنها در معرض تعدادی از اقدامات متقابل هستند، به ویژه با رهاسازی پادکار در پشت هدف برای تأمین منابع گرمای کاذب. این تنها در صورتی کار می‌کند که خلبان از موشک آگاه باشد و اقدامات متقابل را به موقع انجام دهد. پیچیدگی جستجوگرهای مدرن این اقدامات متقابل را به‌طور فزاینده ای بی اثر کرده‌است.